# Qinghu (sockenhuvudort i Kina, Jiangxi Sheng, lat 28,35, long 117,35)
Qinghu (kinesiska: 清湖) är en sockenhuvudort i Kina. Den ligger i provinsen Jiangxi, i den sydöstra delen av landet, omkring 150 kilometer öster om provinshuvudstaden Nanchang. Antalet invånare är 13 360. Befolkningen består av 6 308 kvinnor och 7 052 män. Barn under 15 år utgör 24,0 %, vuxna 15-64 år 68 %, och äldre över 65 år 6,0 %.
Runt Qinghu är det ganska tätbefolkat, med 214 invånare per kvadratkilometer. Närmaste större samhälle är Guixi, 14,9 km väster om Qinghu. I omgivningarna runt Qinghu växer i huvudsak blandskog.
Genomsnittlig årsnederbörd är 2 741 millimeter. Den regnigaste månaden är juni, med i genomsnitt 480 mm nederbörd, och den torraste är oktober, med 37 mm nederbörd.